# Kalongan (Ungaran Timur)
Kalongan is een bestuurslaag in het regentschap Semarang van de provincie Midden-Java, Indonesië. Kalongan telt 9219 inwoners (volkstelling 2010).